# Ronde van Italië 2020/Tweede etappe
De tweede etappe van de Ronde van Italië 2020 werd verreden op 4 oktober tussen Alcamo en Agrigento. 

## Etappeverloop
Vroeg in de etappe ontstond er een kopgroep van vijf met Bais, van Empel, Gastauer, De Gendt en Tonelli. Deze werd op acht kilometer ingelopen en een grote groep reed naar de aankomst. Op het klimmetje nam UAE Team Emirates het initiatief, waarna Diego Ulissi in de laatste kilometer een aanval plaatste. Hij kreeg Peter Sagan en Mikkel Honoré met zich mee. Sagan leek in de sprint-à-trois de favoriet, maar Ulissi was hem de baas. Het was voor Ulissi zijn zevende etappezege in de Ronde van Italië.

## Uitslagen
| Alcamo – Agrigento (150,0 km) |                    |                       |          |
| Plaats                        | Naam               | Ploeg                 | Tijd     |
| 1                             | Diego Ulissi       | UAE Team Emirates     | 3u24'58" |
| 2                             | Peter Sagan        | BORA-hansgrohe        | z.t.     |
| 3                             | Mikkel Honoré      | Deceuninck–Quick-Step | z.t.     |
| 4                             | Michael Matthews   | Team Sunweb           | + 5"     |
| 5                             | Luca Wackermann    | Vini Zabù-KTM         | z.t.     |
| 6                             | João Almeida       | Deceuninck–Quick-Step | z.t.     |
| 7                             | Gianluca Brambilla | Trek-Segafredo        | z.t.     |
| 8                             | Vincenzo Nibali    | Trek-Segafredo        | z.t.     |
| 9                             | Peio Bilbao        | Bahrain McLaren       | z.t.     |
| 10                            | Lucas Hamilton     | Mitchelton-Scott      | z.t.     |
|                               |                    |                       |          |
| 16                            | Steven Kruijswijk  | Team Jumbo-Visma      | z.t.     |
| 31                            | Harm Vanhoucke     | Lotto Soudal          | z.t.     |

| Algemeen klassement |                |                       |          |
| Plaats              | Naam           | Ploeg                 | Tijd     |
| Roze trui           | Filippo Ganna  | Team INEOS Grenadiers | 3u40'27" |
| 2                   | João Almeida   | Deceuninck–Quick-Step | + 22"    |
| 3                   | Geraint Thomas | Team INEOS Grenadiers | + 23"    |
| 4                   | Tobias Foss    | Team Jumbo-Visma      | + 31"    |
| 5                   | Josef Černý    | CCC Team              | + 36"    |
| 6                   | Matteo Sobrero | NTT Pro Cycling       | + 40"    |
| 7                   | Jan Tratnik    | Bahrain McLaren       | + 42"    |
| 8                   | Simon Yates    | Mitchelton-Scott      | + 49"    |
| 9                   | Tanel Kangert  | EF Education First    | z.t.     |
| 10                  | Diego Ulissi   | UAE Team Emirates     | + 54"    |
|                     |                |                       |          |
| 20                  | Sam Oomen      | Team Sunweb           | + 1'11"  |
| 32                  | Pieter Serry   | Deceuninck–Quick-Step | + 1'31"  |

## Opgaves
- Aleksandr Vlasov (Astana Pro Team): Afgestapt wegens maagklachten

1e etappe ·
2e etappe ·
3e etappe ·
4e etappe ·
5e etappe ·
6e etappe ·
7e etappe ·
8e etappe ·
9e etappe ·
10e etappe ·
11e etappe ·
12e etappe ·
13e etappe ·
14e etappe ·
15e etappe ·
16e etappe ·
17e etappe ·
18e etappe ·
19e etappe ·
20e etappe ·
21e etappe
Startlijst · Eindstanden · Afbeeldingen